# Schwabach (Rednitz)
Schwabach – rzeka w Bawarii, lewy dopływ Rednitz. 